# Castelo Crookston

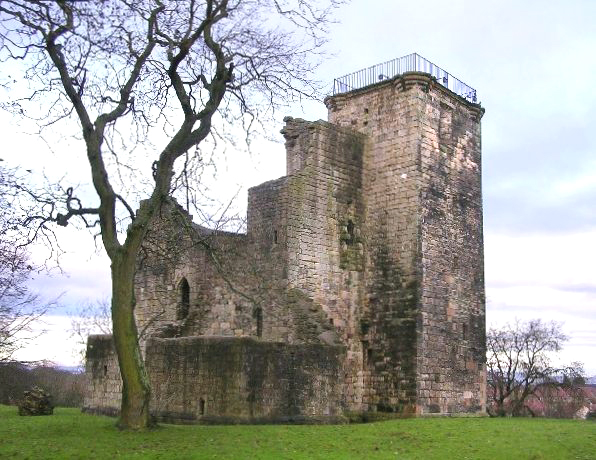
Castelo Crookston, Escócia.

O Castelo Crookston (em língua inglesa Crookston Castle) é um castelo localizado em Glasgow, Escócia.
Encontra-se classificado na categoria "A" do "listed building" desde 6 de novembro de 1966.